# Soembajunglevliegenvanger
De soembajunglevliegenvanger (Eumyias stresemanni synoniem: Cyornis stresemanni) is een zangvogel uit de familie Muscicapidae (vliegenvangers). De vogel werd in 1925 op het eiland Soemba verzameld en in 1928 door de Nederlandse bioloog Hendrik Cornelis Siebers geldig beschreven als  Microeca stresemanni. De naam is een eerbetoon aan de Duitse vogelkundige Erwin Stresemann.

## Kenmerken
De vogel is 15 cm lang. Het is een onopvallende soort vliegenvanger die sterk lijkt op de floresjunglevliegenvanger (E. oscillans). De vogel is overwegend grijsbruin, van boven donkerder als van onder.

## Verspreiding en leefgebied
De soort is endemisch op het eiland Soemba. De leefgebieden liggen in natuurlijk tropisch bos op hoogten tussen de 400 en 800 meter boven zeeniveau.